# Zigoto épicier
Pour plus de détails, voir Fiche technique et Distribution.
Zigoto épicier (The Grocery Clerk) est un film muet américain réalisé par Larry Semon, sorti en 1919.

## Fiche technique
- Titre : Zigoto épicier
- Titre original : The Grocery Clerk
- Réalisation : Larry Semon
- Scénario : Larry Semon
- Sociétés de production : Vitagraph Company
- Société de distribution : Vitagraph Company
- Pays d'origine :  États-Unis
- Langue : titres en anglais
- Format : Noir et blanc - 35 mm - 1,33:1  -  Muet
- Genre : comédie
- Longueur : deux bobines
- Dates de sortie : 
  - États-Unis : 1er décembre 1919

## Distribution
- Larry Semon : l'épicier
- Lucille Carlisle : la postière
- Monty Banks
- Frank Hayes
- Frank Alexander
- Pete gordon
- William Hauber